# Afroneta blesti
Afroneta blesti is een spinnensoort uit de familie hangmatspinnen (Linyphiidae). De soort komt voor in Ethiopië.